# Luxullianite
La luxullianite è una roccia della famiglia del granito contenente tormalina e rappresentante un prodotto di autometasomatismo. All'indagine microscopica appare che la tormalina sostituisce prima la biotite, poi il feldspato, fino a che si origina come roccia a sé stante. Il colore è rosa per i feldspati e da verde scuro a nero per il resto. La grana è grossa, la tessitura generalmente porfirica.

## Etimologia
Il nome deriva dalla località di Luxullian, in Cornovaglia, dove è stata rinvenuta e studiata per la prima volta.

## Tessitura e Composizione
La tessitura è olocristallina ipidiomorfa, spesso porfirica, per i minerali magmatici, grano-nematoblastica per i minerali di sostituzione metasomatica; per la tormalina è frequente la forma fibroso-raggiata dei cristalli. 

La luxullianite è costituita essenzialmente da quarzo, in parte primario, in parte sostituente i feldspati, e da tormalina. Sono noti inoltre esempi di rocce costituite da quarzo e tormalina a struttura granulare, non prodotte da sostituzione di una roccia granitica preesistente, ma da cristallizzazione diretta di un residuo magmatico assai ricco di componenti volatili, tra cui importanti i composti del boro.

Estese tormalinizzazioni delle rocce incassanti sono inoltre frequenti presso i margini di masse granitiche.

## Distribuzione
Le località di affioramento più note sono in Cornovaglia (Regno Unito), nei plutoni granitici di Dartmoor, St Austelle e Land's End.